# Prose Élite
Prose Élite è il quinto album in studio del rapper francese Médine, pubblicato il 24 febbraio 2017, in occasione del suo 34º compleanno.

## Tracce
1. Le Khan – 2:58 (musica: Général)
2. Urbain 1er – 3:32 (musica: Proof)
3. Grand Paris (feat. Lartiste, Lino, Sofiane, Alivor, Seth Gueko, Ninho & Youssoupha) – 7:22 (musica: Proof)
4. Raison sociale – 4:50 (musica: Yako)
5. Allumettes – 3:57 (musica: Général)
6. Enfant du destin (Nour) – 4:32 (musica: Proof)
7. Prose Élite – 4:21 (musica: Yasser Beats)
8. Alger Roi – 3:15 (musica: Medeline)
9. L'Homme qui répare les femmes (feat. NORAA, Soprano & Youssoupha) – 4:33 (musica: Proof)
10. Papamobile (feat. 20syl) – 4:12 (musica: Proof)
11. Rappeur 2 force – 4:42 (musica: Général)
12. Porteur saint – 4:57 (musica: Général, Proof)
13. Global – 6:20 (musica: Proof)

Durata totale: 59:31